# Zustrombegrenzungsgesetz
Das Zustrombegrenzungsgesetz (vollständiger Titel: Gesetz zur Begrenzung des illegalen Zustroms von Drittstaatsangehörigen nach Deutschland) war ein Gesetzentwurf der CDU/CSU-Fraktion im Deutschen Bundestag, der auf eine Verschärfung der Migrationspolitik abzielte. Dafür sollte die Begrenzung von Einwanderung wieder als Ziel des Aufenthaltsgesetzes formuliert, der Familiennachzug für subsidiär Schutzberechtigte ausgesetzt und die Zuständigkeit der Bundespolizei erweitert werden.
Er wurde am 31. Januar 2025 in zweiter Lesung im Bundestag bei einem Unterschied von 11 Stimmen knapp abgelehnt. Für den Antrag stimmten die allermeisten Abgeordneten von CDU/CSU, FDP, AfD und BSW, dagegen die SPD, Bündnis 90/Die Grünen und Die Linke. Eine Mehrheit an Zustimmung kam nicht zustande, weil 28 Abgeordnete von CDU und FDP der Abstimmung fernblieben bzw. weitere sich enthielten oder dagegen stimmten.
Das Gesetzesvorhaben löste in Deutschland eine große politische Kontroverse aus, da erstmals die Stimmen der AfD für die Annahme eines Gesetzes im Bundestag ausschlaggebend gewesen wären. Infolgedessen kam es zu zahlreichen Protesten gegen Rechtsextremismus und eine Zusammenarbeit mit der AfD.

## Hintergrund
Der bereits im September 2024 nach dem Messeranschlag in Solingen von der CDU/CSU-Fraktion eingebrachte Gesetzesentwurf wurde nach der ersten Lesung aber zunächst nicht weiterbehandelt, da der Migrationsgipfel der CDU mit der Ampel-Regierung ergebnislos verlief. Nach dem Auseinanderbrechen der Regierung gab es eine Absprache zwischen den ehemaligen Ampel-Parteien und der Union. Da Grüne und SPD dem Vorhaben nicht zustimmen wollten, verzichtete die Union zunächst weiterhin auf weitere Lesungen. 
Nach dem Messerangriff in Aschaffenburg im Januar 2025, bei dem ein mutmaßlich psychisch kranker abgelehnter afghanischer Asylbewerber einen zweijährigen Jungen und einen 46-jährigen Mann mit einem Messer getötet haben soll, kündigte die AfD-Fraktion im Bundestag an, eine Abstimmung über den Gesetzentwurf der CDU beantragen zu wollen. Die CDU sah sich dadurch in der Bredouille, da sie keinen Anträgen der AfD zustimmen wollte. Daher übernahm sie die Initiative und brachte das Vorhaben selbst wieder in den Bundestag ein.
Zwei Tage vor der Abstimmung war bereits ein Entschließungsantrag zu einem Fünf-Punkte-Plan von CDU/CSU zur Flüchtlingspolitik mit knapper Mehrheit verabschiedet worden. Dabei wurde erstmals ein Beschluss des Bundestages in einer Sachfrage gefasst, der nur durch Stimmen auch der AfD zustande kam.

## Inhalte des Entwurfs
Der Gesetzentwurf hätte das Aufenthaltsgesetz an drei Stellen geändert: In § 1 Abs. 1 S. 1 sollten die im Jahr 2023 gestrichenen Worte „und Begrenzung“ wieder eingefügt werden. Der erste Satz würde somit lauten:

„(1) Das Gesetz dient der Steuerung und Begrenzung des Zuzugs von Ausländern in die Bundesrepublik Deutschland.“

Der Gesetzentwurf sah außerdem die Abschaffung des Familiennachzugs für Personen mit subsidiärem Schutzstatus (also insbesondere Kriegsflüchtlingen aus Afghanistan und Syrien, die Kriege sind seit 2021 bzw. Dez. 2024 zu Ende) vor. Das bisherige Kontingent von bis zu 1000 Personen pro Monat wäre dadurch entfallen.
Weiterhin wären Zuständigkeiten, die bisher bei den Länderpolizeien liegen, zeitlich begrenzt und unter Aufsicht der örtlich zuständigen Ausländerbehörde auf die Bundespolizei übertragen worden. Anknüpfungspunkt ist die Feststellung von ausreisepflichtigen Drittstaatsangehörigen im Zuständigkeitsbereich der Bundespolizei – etwa an Bahnhöfen. Durch die erweiterte Zuständigkeit der Bundespolizei für aufenthaltsbeendende Maßnahmen entsteht bei der Bundespolizei ein erhöhter Erfüllungsaufwand; dem steht auf Seiten der Länder eine entsprechende Verringerung des Erfüllungsaufwands gegenüber. Konkret sollte die Bundespolizei, sofern sie in ihrem Zuständigkeitsbereich Ausreisepflichtige antrifft, selbst für eine Abschiebung sorgen können.

## Gesetzgebungsverfahren
Der Gesetzesentwurf wurde am 9. September 2024 durch die CDU/CSU-Fraktion als Drucksache 20/12804 in den Deutschen Bundestag eingebracht. Danach wurde er zunächst im Innenausschuss behandelt.
Am 31. Januar 2025 wurde er in zweiter Lesung in den Bundestag gebracht. Dabei signalisierten sowohl CDU/CSU als auch FDP, AfD und BSW vorab Zustimmung. Vor der Abstimmung wurde die Bundestagssitzung für drei Stunden unterbrochen, in denen Beratungen zwischen den Fraktionen stattfanden. Um eine demokratische Mehrheit zu erzielen, legte nach Darstellung des Stern CDU-Parteichef und Kanzlerkandidat Friedrich Merz SPD und Grünen nahe, die inhaltliche Position der CDU zu teilen, sonst würde die CDU notfalls mit der AfD stimmen. SPD und Grüne weigerten sich, vor dem Hintergrund dieser Drohung inhaltlich über den Entwurf zu verhandeln. Sie beantragten stattdessen die Rücküberweisung des Antrags in den Innenausschuss, was jedoch von CDU, AfD, BSW und FDP abgelehnt wurde.
In der anschließenden Abstimmung über den Gesetzesentwurf stimmten von den 733 Bundestagsabgeordneten 338 mit Ja, 349 mit Nein, 41 nicht ab und enthielten sich 5. Von der Union stimmten 184 Abgeordnete zu – darunter alle der CSU –, 12 Abgeordnete der CDU stimmten nicht ab. Bei der AfD stimmten 75 Abgeordnete zu und Klaus Stöber nicht ab. Bei der FDP-Fraktion gab es 67 Zustimmungen, 5 Enthaltungen, 16 nicht abgegebene Stimmen und 2 Nein-Stimmen (Anikó Glogowski-Merten und Ulrich Lechte). Beim BSW gab es 7 Zustimmungen und 3 nicht abgegebene Stimmen. Bei den Fraktionslosen stimmten von den 7 ehemaligen AfD-Abgeordneten 5 zu und 2 nicht ab; der ehemalige FDP-Abgeordnete Volker Wissing und der SSW-Abgeordnete stimmten mit Nein. In der SPD stimmten 203 Abgeordnete mit Nein und 4 nicht ab. Bei den Grünen gab es 115 Gegenstimmen und 2 nicht abgegebene Stimmen. Bei den Linken stimmten 27 mit Nein und Gökay Akbulut nicht ab.
Damit entfiel die dritte Lesung mit der Schlussabstimmung.

## Reaktionen

### Politik
Andrea Lindholz (CSU) argumentierte, dass die SPD dem Gesetz zustimmen können müsse, da sie bereits in der Großen Koalition 2016 für die Aussetzung des Familiennachzugs zu subsidiär Schutzberechtigten gestimmt und 2021 die Befugniserweiterung für die Bundespolizei gemeinsam mit der Union beschlossen hatte.
Der regierende Bürgermeister von Berlin, Kai Wegner (CDU), kündigte schon vor der Abstimmung im Bundestag an, dass Berlin dem Gesetzentwurf im Bundesrat nicht zustimmen würde, weil eine Mehrheit im Bundestag nur mit Unterstützung der AfD-Fraktion möglich gewesen wäre. Ebenso plane das Land Niedersachsen, dem Entwurf die Zustimmung zu versagen, wie Ministerpräsident Stephan Weil (SPD) mitteilte. Laut FAZ wäre allein die Zustimmung Bayerns sicher gewesen, womit das Gesetz höchstwahrscheinlich im Bundesrat gescheitert wäre. Auch die ehemalige Bundeskanzlerin Angela Merkel (CDU) sprach sich am Tag gegen Mehrheiten mithilfe von Stimmen der AfD und stattdessen für eine Zusammenarbeit aller demokratischen Parteien aus, was als eindeutige Missbilligung des Vorgehens von Friedrich Merz gewertet wurde.
In Ostdeutschland formierten sich in der CDU AfD-nahe Mitglieder, die die „Brandmauer“ gegen die AfD abschaffen möchten. Friedrich Merz erklärte, schuld an der Ablehnung seien SPD und Grüne, aber auch die FDP. Mit sich selbst sei er „sehr im Reinen“. Er würde alles noch mal genauso machen. Die Bundestagsdebatte vor der Abstimmung sei „ein Highlight für die Demokratie“ gewesen, die Wähler wüssten nun, woran sie seien. Zudem bestritt er, dass es eine Zusammenarbeit mit der AfD gegeben habe.
Bundeskanzler Olaf Scholz (SPD) warf Merz vor, Deutschland nach der tödlichen Messerattacke von Aschaffenburg nicht zusammenzuhalten, sondern „auseinanderzuführen, zu spalten und Unsicherheit zu säen“. Merz habe sich „verzockt“. Noch viel schlimmer sei es aber, dass er überhaupt „gezockt habe“. Boris Pistorius, ebenfalls SPD, erklärte, Merz habe „Vertrauen zerstört und an Glaubwürdigkeit eingebüßt“, da er im Widerspruch zu seinen vorhergehenden Aussagen doch mit der AfD zusammengearbeitet habe. Dieser Wortbruch wiege auch im Hinblick auf Koalitionsbildungen nach der Bundestagswahl 2025 schwer.
Auch die Grünen warfen Merz „Wortbruch“ vor, auch in Hinblick auf mögliche zukünftige Koalitionen mit der AfD. Vizekanzler Robert Habeck äußerte, Merz habe zweimal gegen alle Warnungen mit Absicht Wortbruch begangen, womit er sich für das Amt des Bundeskanzlers disqualifiziert habe. Entscheidend sei aber, wie man mit den Fehlern umgehe und ob man sie zugebe. Dieses Fehlereingeständnis sehe er bei Friedrich Merz und Christian Lindner jedoch gerade nicht. Die Bundestagsfraktionsvorsitzende Katharina Dröge erklärte, sie frage sich schon, was man Merz noch glauben könne. Wer einmal sein Wort breche, dem sei nur schwer abzunehmen, dass er es in Zukunft nicht auch ein zweites Mal tue.
Alice Weidel (AfD) sagte, das Scheitern des Gesetzentwurfs sei eine schwere Niederlage für Friedrich Merz, und sprach ihm ab, die Fähigkeiten eines Kanzlers zu besitzen. Die Abweichler in der Union hätten Merz „abgesägt“. In der AfD hingegen habe es keine Abweichler gegeben.
Der bayrische Ministerpräsident Markus Söder (CSU) sagte, die Union stehe „geschlossen und entschlossen wie seit vielen Jahren nicht“. Er stehe voll hinter dem verschärften Migrationskurs von Friedrich Merz. Die Kritik der Ex-Bundeskanzlerin Angela Merkel wies er zurück; sie spreche nicht für die CSU.
Heidi Reichinnek (Die Linke) äußerte, die deutsche Demokratie sei an einem Punkt angekommen, wo sie in eine gefährliche Richtung kippe. Die Union habe es ermöglicht, dass Rechtsextreme hierzulande wieder Macht hätten. Sie erwarte von Merz nicht nur eine Entschuldigung, sondern auch den Rücktritt als Kanzlerkandidat. Ansonsten müssten die Unionsmitglieder ihn zum Rücktritt drängen.
Wolfgang Kubicki (FDP) sagte angesichts einiger Abweichler bei den Liberalen, er sei „fassungslos über das Abstimmungsverhalten einiger meiner Fraktionskollegen“. Dieses Verhalten werde der FDP im Wahlkampf nicht nutzen. Die von Friedrich Merz geäußerte Kritik, die FDP sei daran schuld, dass das Gesetz nicht beschlossen worden sei, wies FDP-Fraktionschef Christian Dürr mit Verweis auf die Abweichler in der Union zurück.

### Wissenschaft
Bereits im Vorfeld hatte der Historiker Dominik Rigoll die CDU gewarnt, im Hinblick auf die Wahlerfolge der AfD und der Präsidentschaft Donald Trump erscheine es ihm „historisch blind“, eine „Kurswende“ zu vollziehen. Die CDU müsse eine demokratische konservative oder auch rechte Politik verfolgen, die aber keine „bloße Übernahme von Talking Points der AfD“ sein dürfe, da dies die AfD normalisieren könne. Nach den Geschehnissen im Bundestag könne eine „Zäsur“ eintreten: Sie könne entweder zu einer Zusammenarbeit von CDU und AfD führen oder zu einem „Weckruf“ für die CDU.
Im Spiegel erklärte der Historiker Heinrich August Winkler, dass es ein Fehler gewesen sei, das Asylrecht als individuelles Recht des Einzelnen zu verstehen; dies sei auch gar nicht von den Verfassern des Grundgesetzes beabsichtigt gewesen. Es handle sich vielmehr um ein Recht des Staates, Asyl zu gewähren. Faktisch stünde das heutige Asylrecht in Deutschland einem Einwanderungsrecht gleich, was nie so beabsichtigt gewesen wäre. Zwar bewertete er es als Fehler, noch vor der Wahl eine Entscheidung im Bundestag zu suchen. Dennoch ist er der Ansicht, dass eine „derartige Asylpolitik der AfD Wind aus den Segeln nehmen würde.“
Der Historiker Michael Wolffsohn kritisierte die Brandmauer-Strategie als eine taktische Fesselung der CDU/CSU durch ihre politischen Gegner. Dies geschehe unter dem Deckmantel der Moral, sei aber in Wahrheit ein Mittel des politischen Wettbewerbs. Laut Wolffsohn unterstützt eine klare Mehrheit der Bevölkerung die migrations- und asylpolitischen Ansätze von CDU und CSU. Die Union habe nun – spät, aber immerhin – begonnen, sich diesem Problem zu stellen. Er bedauerte, dass SPD und Grüne sich nicht anschlossen und warnte davor, dass eine Demokratie ihre Legitimität verliere, wenn sie dauerhaft gegen den Mehrheitswillen der Bevölkerung handle und stattdessen „Volkserziehung“ betreibe. Die bisherigen Strategien unter Merkel und Scholz hätten das Erstarken der AfD begünstigt.
Der Soziologe und Rechtsextremismusforscher Matthias Quent erklärte, dass aus Sicht der Rechtskonservativen in der CDU das Manöver im Bundestag „durchaus als Befreiungsschlag wahrgenommen werden“ könne, „weil sich die CDU damit zumindest der Möglichkeit neuer Machtoptionen mit den Rechtsextremen“ annähere. Vor allem aber gewinne die AfD „an Legitimation in der Bevölkerung und an Motivation für den Wahlkampf“.

### Politische Beobachter
Nikolaus Blome kommentierte, dass Friedrich Merz einen Fehler im Umgang mit der AfD gemacht habe. Dass die Partei während der Regierungszeit der Ampel in den Umfragen von 10 % auf 20 % anstieg, sei jedoch nicht die Schuld von Merz, sondern das Resultat der Ampelpolitik.
Jasper von Altenbockum vertrat die Ansicht, dass die SPD keinen vernünftigen Grund gehabt habe, warum sie dem Gesetz nicht zustimmen wollte. Der Aussetzung des Familiennachzugs, der Einfügung des Wortes „Begrenzung“ und einem größerer Aktionsradius für die Bundespolizei habe sie in der Vergangenheit schon einmal zugestimmt. Taktisch sei es SPD und Grünen von Anfang an nur darum gegangen, das „Tor zur Hölle“ zu öffnen, wie es Rolf Mützenich in, so von Altenbockum,  „grotesker Übertreibung“ nannte. Es solle SPD und Grünen zu denken geben, dass die große Mehrheit der Bevölkerung für eine Begrenzung der Asylmigration sei.

### Organisationen
Die kirchlichen Verbände reagierten uneins über das Einbringen des Gesetzesentwurfs gegen den Willen der Regierungsparteien: Die Bevollmächtigte des Rates der EKD bei der Bundesrepublik Deutschland und das Berliner Büro des römisch-katholischen Kommissariats der Deutschen Bischöfe erklärten am 28. Januar 2025 in einer gemeinsamen Stellungnahme, dass die vorgeschlagenen Gesetzesänderungen „nach aktuellem Wissensstand keinen der Anschläge verhindert hätten. Die Attentate von Magdeburg am 20. Dezember 2024 und Aschaffenburg am 22. Januar 2025 wurden von offensichtlich psychisch kranken Personen begangen. Die Taten zeigen aus Sicht der Kirchen daher ein Defizit hinsichtlich des Informationsaustausches unterschiedlicher Behörden und einen eklatanten Mangel an adäquater Versorgung psychisch Kranker auf.“ Die Stellungnahme des Kommissariats der Deutschen Bischöfe gegen Friedrich Merz stieß jedoch auf Kritik der Bischofskonferenz. Deren Generalsekretärin Beate Gilles erklärte in einem offenen Brief, dass das Vorgehen nicht abgestimmt war. „Zeitpunkt und Tonlage der aktuell geführten Debatte befremden uns zutiefst“, hieß es in dem Brief an die Fraktionen im Bundestag. Es sei daher empfohlen, „von weiteren Stellungnahmen abzusehen“. Der Regensburger Bischof Rudolf Voderholzer erklärte: „Die aktuelle Stellungnahme gegen einen Gesetzentwurf der CDU/CSU spricht nicht in meinem Namen“.
Amnesty International sieht das Konzept des Zustrombegrenzungsgesetzes als Angriff auf die Menschenrechte und forderte am 29. Januar 2025 die CDU/CSU-Bundestagsfraktion auf, den Gesetzentwurf wieder zurückzuziehen, da er klar Europa- und Völkerrecht verletze.
Die Deutsche Polizeigewerkschaft bedauerte die Ablehnung des Gesetzes, da es einen wichtigen Schritt zur Verbesserung der inneren Sicherheit und zur effektiveren Steuerung der Migration hätte darstellen können. Sie zeigte sich verwundert über das Abstimmungsverhalten der SPD in Bezug auf die Zuständigkeitserweiterung der Bundespolizei, da die SPD in der 19. Wahlperiode bereits einem gleichlautenden Gesetz zugestimmt hatte.

### Demonstrationen

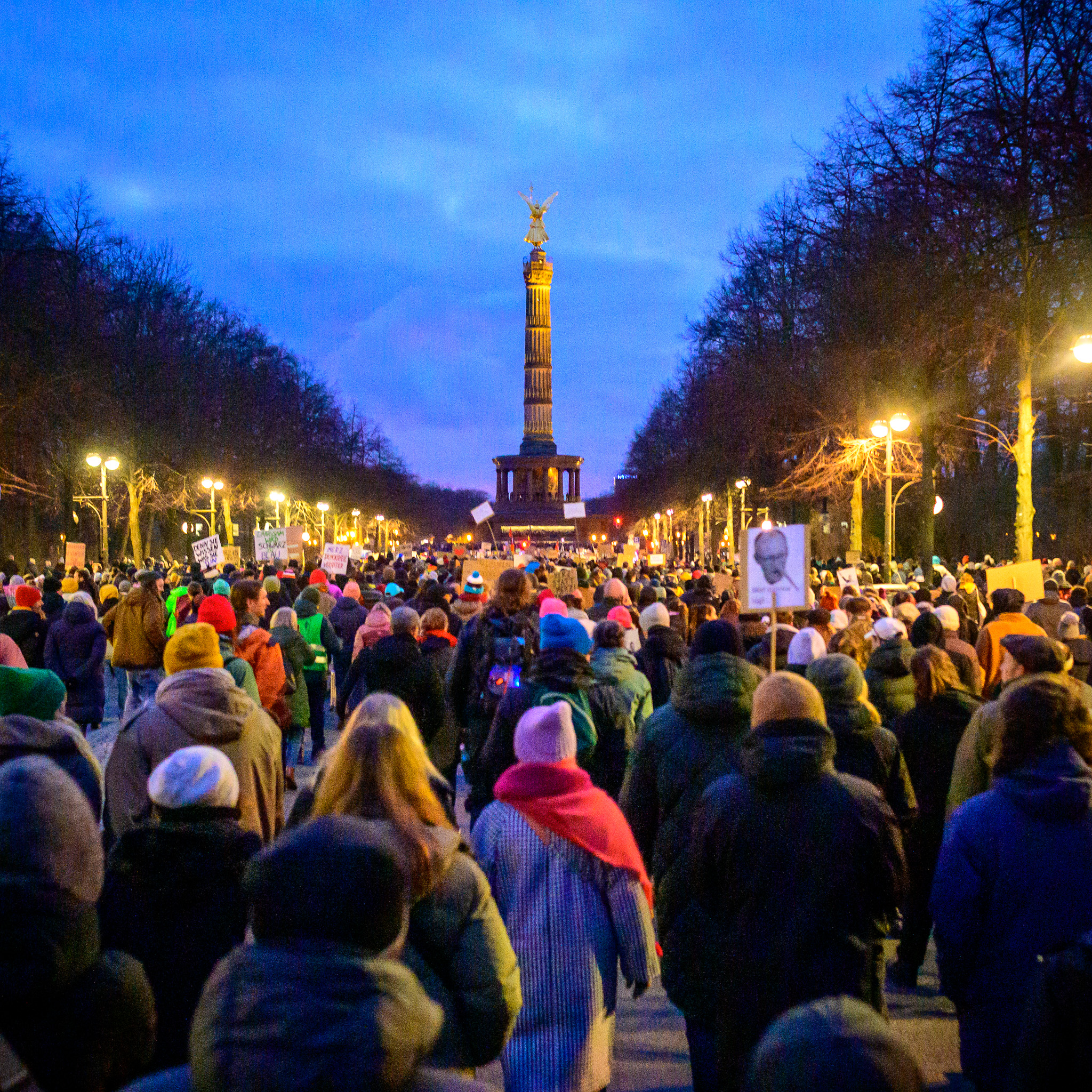
Demonstration unter dem Motto „Aufstand der Anständigen – Wir sind die Brandmauer“ in Berlin, 2. Februar 2025.

In Deutschland kam es zu großen Demonstrationen gegen einen Rechtsruck und eine Zusammenarbeit von Union und FDP mit der AfD. Am 1. Februar fanden u. a. Demonstrationen in Augsburg, Braunschweig, Bremen, Essen, Erlangen, Hamburg, Karlsruhe, Kempten, Köln, Leipzig, Mannheim, München, Neu-Isenburg, Passau, Stuttgart und Würzburg statt. Es demonstrierten in Hamburg nach Polizeiangaben 65.000 Menschen, in Leipzig und Bremen jeweils 10.000, in Stuttgart etwa 44.000. Alleine am 31. Januar und 1. Februar waren deutschlandweit zwischen 550.000 und 700.000 Menschen auf der Straße.
Am 2. Februar gab es weitere Demonstrationen in verschiedenen Städten. Dabei zählte die Polizei alleine in Berlin 160.000, die Veranstalter bis zu 250.000 Menschen, die für die Brandmauer zur AfD demonstrierten.

### Umfragen
Laut einer repräsentativen Befragung des Meinungsforschungsinstituts YouGov im Auftrag der Deutschen Presse-Agentur unterstützten rund die Hälfte der deutschen Wahlberechtigten das Vorgehen der Union, zur Durchsetzung ihrer Vorschläge zur Migrationspolitik eine Mehrheit mit der AfD in Kauf zu nehmen. 52 Prozent fanden das Vorgehen richtig oder eher richtig und 38 Prozent falsch oder eher falsch. Laut einer Umfrage von Infratest dimap gewannen sowohl CDU als auch AfD nach den gemeinsamen Abstimmungen im Bundestag leicht an Unterstützung. Gut vier von zehn Befragten (43 %) bewerteten das Unionsvorgehen im Bundestag als „grundsätzlich richtig“, während 27 Prozent das Vorgehen als „grundsätzlich falsch“ ablehnten. In einer Umfrage des Politbarometer äußerten 50 Prozent der Befragten, dass das Vorgehen der Union eher schlecht für die Demokratie gewesen sei, während 24 Prozent äußerten, es sei für diese eher gut gewesen, und 22 Prozent, dass es für diese keine Rolle gespielt habe.